# Équipe de Suisse de football en 1917
Cet article présente l'année 1917 pour l'équipe de Suisse de football. En décembre, elle rencontre pour la première fois l'équipe d'Autriche lors d'une double confrontation.

## Bilan
|           | Nombre de matchs | Victoires | Défaites | Matchs nuls | Buts marqués | Buts encaissés |
| Domicile  | 2                | 0         | 1        | 1           | 1            | 2              |
| Extérieur | 0                | 0         | 0        | 0           | 0            | 0              |
| Neutre    | 0                | 0         | 0        | 0           | 0            | 0              |
| Total     | 2                | 0         | 1        | 1           | 1            | 2              |

## Matchs et résultats
| Match amical                                 | Suisse  | 0 - 1   | Autriche  | Landhof, Bâle                                |                                              |
| 23 décembre 1917 · Historique des rencontres |         | (0 - 0) | 75e Bauer | Spectateurs : 5 000 Arbitrage : John Forster | Spectateurs : 5 000 Arbitrage : John Forster |
| 23 décembre 1917 · Historique des rencontres | Rapport |         |           | Spectateurs : 5 000 Arbitrage : John Forster | Spectateurs : 5 000 Arbitrage : John Forster |

| Match amical                                 | Suisse                  | 3 - 2   | Autriche                | Grasshoppersplatz an der Hand, Zurich        |                                              |
| 26 décembre 1917 · Historique des rencontres | Haas 4e 70e · Huber 89e | (1 - 1) | 8e Bauer · 84e Neubauer | Spectateurs : 2 000 Arbitrage : John Forster | Spectateurs : 2 000 Arbitrage : John Forster |
| 26 décembre 1917 · Historique des rencontres | Rapport                 |         |                         | Spectateurs : 2 000 Arbitrage : John Forster | Spectateurs : 2 000 Arbitrage : John Forster |